# Antonín Karel ze Salm-Reifferscheidtu
Antonín Karel Josef František starohrabě ze Salm-Reifferscheidtu (německy Anton Karl Joseph Franz Altgraf zu Salm-Reifferscheidt; 6. února 1720 Vídeň – 5. dubna 1769 Laeken (Brusel)) byl rakouský šlechtic, diplomat a dvořan z německého rodu Salmů. Od mládí byl souběžně vojákem, diplomatem a dvořanem, nakonec dosáhl funkce císařského nejvyššího komořího (1765–1769) a stal se rytířem Řádu zlatého rouna. Zakoupil rozsáhlé statky na Moravě (Rájec nad Svitavou, Blansko) a stal se zakladatelem rodové větve označované jako rájecká (Salm-Reifferscheidt-Raitz). Byl iniciátorem výstavby zámku v Rájci.

## Kariéra

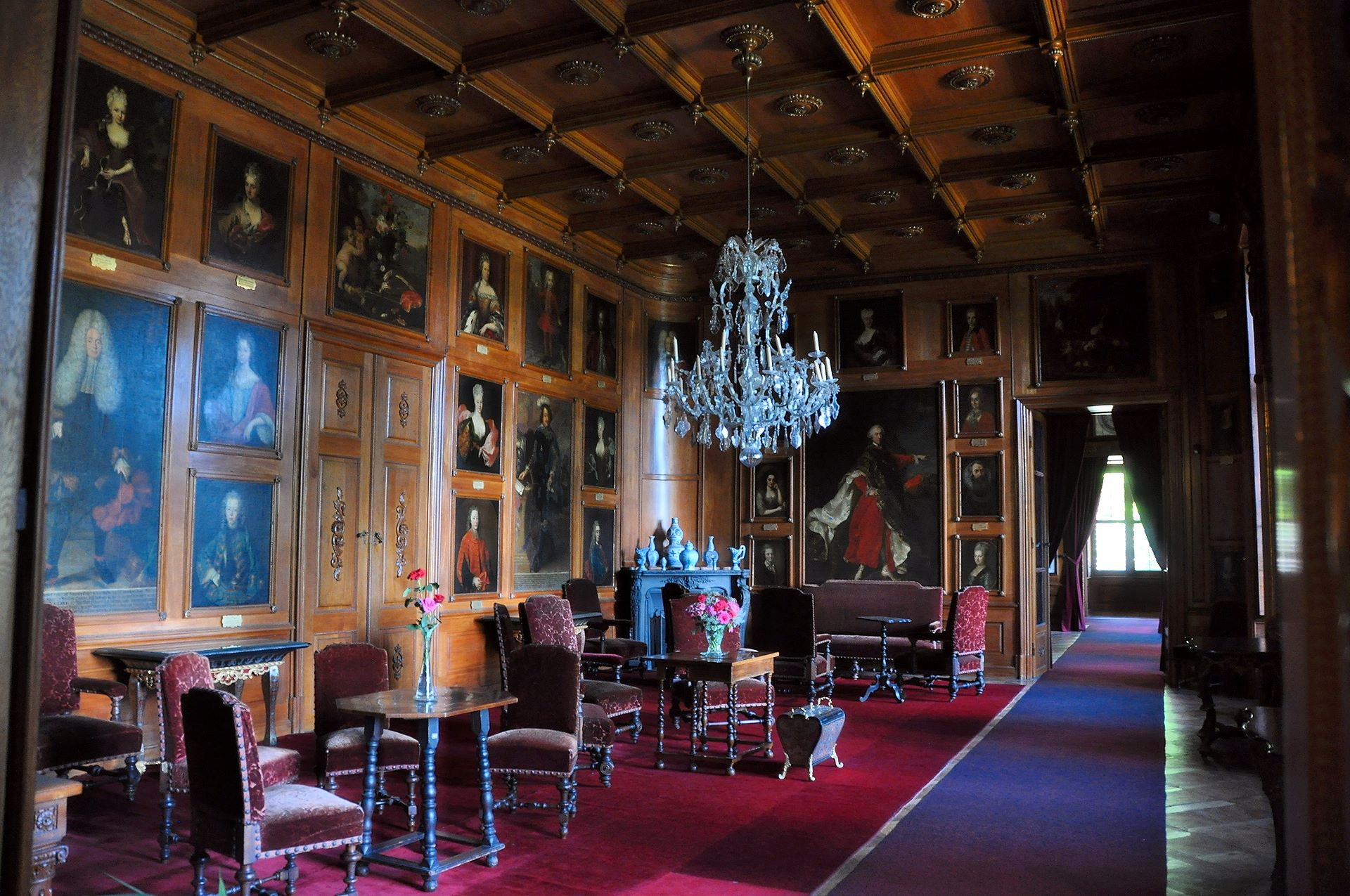
Sál předků na zámku v Rájci nad Svitavou, vpravo v pozadí portrét Antonína Karla Salma

Patřil k významnému německému rodu Salmů, pocházel z početné rodiny starohraběte Františka Viléma ze Salm-Reifferscheidtu (1672–1734), nejvyššího štolby císařovny Amálie Vilemíny. Narodil se jako jediný syn z otcova druhého manželství s princeznou Marií Karolínou z Lichtenštejna (1694–1735). Z prvního manželství s Marií Anežkou Slavatovou (1672–1718) měl František Vilém čtyři starší syny, kteří byli o generaci starší než Antonín Karel. V letech 1734 a 1735 ztratil Antonín Karel oba rodiče, jeho poručníkem do doby dosažení plnoletosti se stal strýc, polní maršál kníže Josef Václav z Lichtenštejna (1696–1772). Antonín Karel v té době žil na lichtenštejnském zámku Hetzendorf, poté se jako voják zúčastnil války o rakouské dědictví, v roce 1747 byl členem diplomatické mise do Saska.
V roce 1747 se stal komorníkem arcivévody Josefa a měl zásadní podíl na jeho výchově a vzdělání. V roce 1760 se s knížetem Lichtenštejnem zúčastnil diplomatické mise do Parmy a odtud přivezl vévodkyni Isabelu Parmskou, která se stala manželkou Josefa II. Antonín Karel byl jejím nejvyšším hofmistrem (1760–1763), po její předčasné smrti se stal nejvyšším hofmistrem arcivévody Josefa. Když se Josef II. stal císařem, byl Antonín Karel jmenován nejvyšším komořím císařského dvora (1765–1769), v roce 1765 zároveň obdržel Řád zlatého rouna. V roce 1769 byl pověřen diplomatickou misí do Paříže s dosud neobjasněným úkolem, cestou ale náhle zemřel na zámku Laeken v Bruselu.

## Rodinné a majetkové poměry

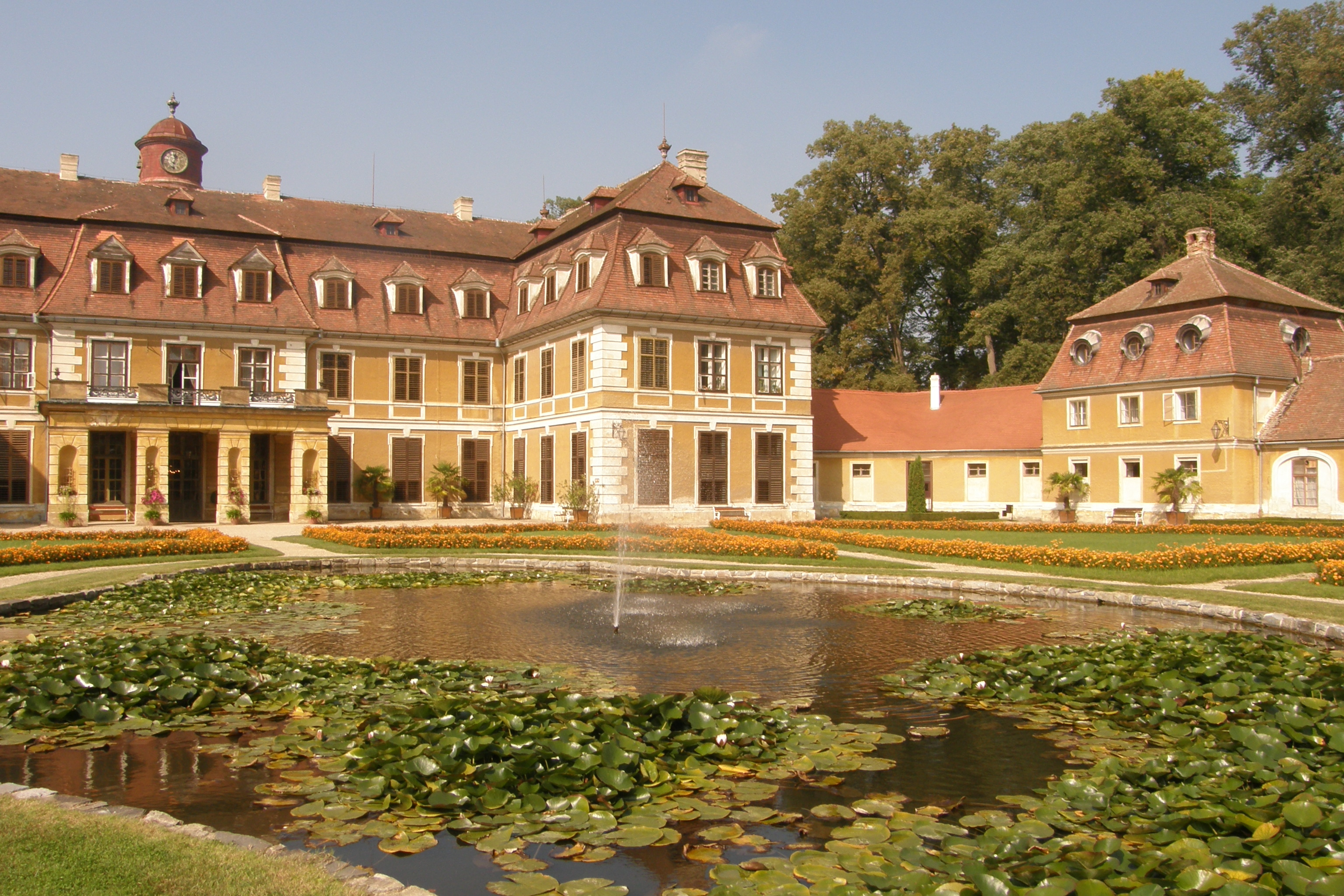
Zámek Rájec nad Svitavou (výstavba 1763–1768

Jeho manželkou se v roce 1743 stala hraběnka Marie Rafaela z Rogendorfu (1718/1726–1807), dáma Řádu hvězdového kříže, z rakouského rodu usazeného na Moravě. Od manželčiných zadlužených bratrů koupil Antonín Karel v roce 1763 za 340 000 zlatých panství Rájec na jižní Moravě. V roce 1766 pak ještě od hrabat Gellhornů přikoupil panství Blansko a vytvořil tak jeden z největších šlechtických majetků na Moravě. Protože v té době již patřil k předním osobnostem císařského dvora, rozhodl se v Rájci vybudovat rezidenci, která by odpovídala jeho významu. V letech 1763–1768 byl v Rájci vystavěn rokokový zámek podle projektu francouzského architekta Isidora Canevala.
Antonín Karel měl se svou manželkou deset dětí, z nichž šest zemřelo v dětství. Dospělosti se dožil syn František Xaver (1749–1822), který byl kardinálem a biskupem v Gurku. Dědicem majetku a pokračovatelem rodu se stal mladší syn Karel Josef (1750–1838), povýšený v roce 1790 do knížecího stavu. Nejmladší z potomstva byla dcera Marie Terezie (1757–1830), která se provdala za hraběte Jana Bedřicha z Kagenecku (1741–1800), rakouského velvyslance v Londýně (1783–1786) a Madridu (1786–1800).
Antonínův starší nevlastní bratr Leopold (1699–1769) založil linii Salm-Reifferscheidtů sídlící v severních Čechách na zámku Lipová (Salm-Reifferscheidt-Hainspach).

### Děti
- 1. Josef Václav (23. 9. 1744 – 1. 11. 1745)
- 2. Marie Josefa (23. 9. 1746 – ?)
- 3. Antonín (12. 2. 1748 – 10. 12. 1760)
- 4. František II. Xaver (1. 2. 1749 Vídeň – 19. 4. 1822 Klagenfurt), kníže-biskup gurský
- 5. Karel Josef (3. 4. 1750 Vídeň – 16. 6. 1838 Vídeň), roku 1790 povýšen do stavu říšských knížat
  - ⚭ I. (1775) Marie Františka z Auerspergu (11. 12. 1752 Vídeň – 13. 9. 1791 Brno)
  - ⚭ II. (1792) hraběnka Antonie Paarová (5. 12. 1768 Vídeň – 25. 10. 1838)
- 6. Jan Nepomuk (27. 7. 1751 – 27. 8. 1751)
- 7. Marie Anna (16. 10. 1752 – 7. 9. 1789)
- 8. Leopoldina (17. 11. 1753 – 4. 1. 1754)
- 9. Antonie (14. 3. 1756 – 16. 12. 1758)
- 10. Marie Terezie (21. 8. 1757 – 22. 4. 1830)
  - ⚭ I. (1778) hrabě Jan Bedřich z Kagenecku (1. 4. 1741 Freiburg im Breisgau – 4. 3. 1800 Madrid), rakouský vyslanec v Anglii, Švédsku, Dánsku a Španělsku
  - ⚭ II. (1807) Auguste de Buissy